# Pierino Prati
Pierino Prati (Cinisello Balsamo, 13 dicembre 1946 – Montorfano, 22 giugno 2020) è stato un calciatore e allenatore di calcio italiano, di ruolo attaccante. Con la nazionale italiana è stato campione d'Europa nel 1968 e vicecampione del mondo nel 1970.

## Biografia
Negli ultimi anni di vita si stabilì a Fabbrica Durini, frazione di Alzate Brianza, nel comasco. Malato da tempo, è morto in una casa di riposo a Montorfano, all'età di 73 anni.

## Caratteristiche tecniche
Ala sinistra, era celebre per le sue incursioni in area che lo portavano alla conclusione. In carriera fu utilizzato anche come centravanti puro, grazie alle sue doti aeree e alla freddezza in area di rigore. Destro naturale, sapeva colpire con efficacia anche come mancino.

## Carriera

### Giocatore

Prati, al ritorno in Italia, bacia la moglie mentre stringe in mano la Coppa Intercontinentale vinta con il Milan nel 1969.

#### Club

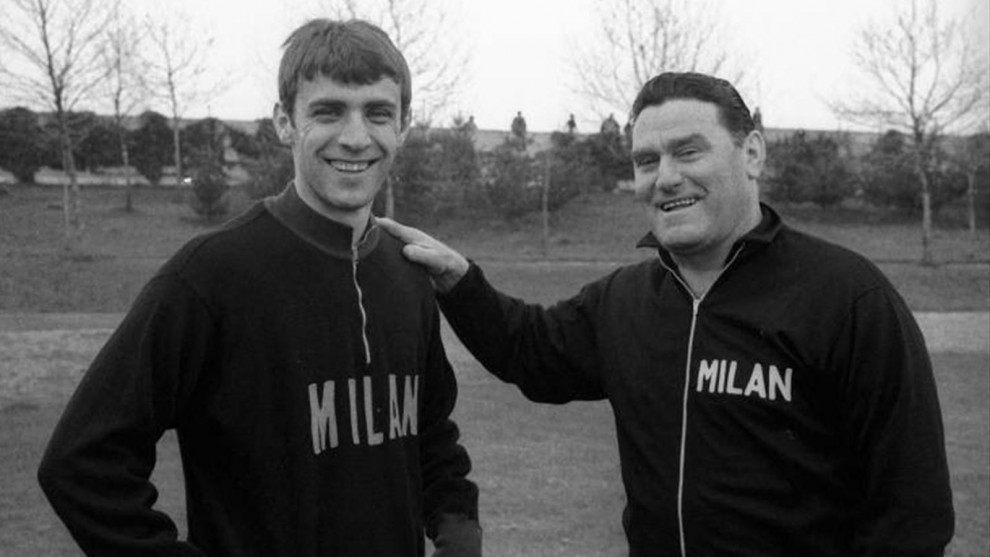
Prati a Milanello insieme all'allenatore Nereo Rocco nella stagione 1967-1968

Crebbe nel settore giovanile del Milan. Dopo una stagione in prestito alla Salernitana, dove contribuì con 10 reti alla promozione in Serie B dei campani, tornò una prima volta a Milano all'inizio del campionato 1966-1967, debuttando in Serie A con la casacca rossonera il 18 settembre nella vittoria per 2-1 sul Venezia. Ceduto nuovamente in prestito nel successivo autunno, stavolta al Savona sempre in serie cadetta, disputò in Liguria il resto della stagione, per poi ritornare in pianta stabile ai rossoneri dall'estate 1967.
Alla sua prima stagione completa in massima serie fu capocannoniere della Serie A con 15 gol, contribuendo in maniera decisiva alla vittoria del campionato da parte dei milanesi; nella stessa stagione, inoltre, conquistò con il Milan la Coppa delle Coppe, battendo in finale l'Amburgo. L'anno successivo fu segnato dal vittorioso cammino in Coppa dei Campioni, dove l'apporto di Prati fu determinante grazie alle 6 reti segnate, tre delle quali nella finale che vide i rossoneri regolare per 4-1 l'Ajax: nell'occasione diventò il primo – e finora unico – giocatore italiano a realizzare una tripletta in una finale di Coppa dei Campioni, sfiorando il record di Ferenc Puskás il quale nella finale del 1960 aveva siglato una quaterna. Nella stagione 1969-1970 arrivò anche il successo nella Coppa Intercontinentale, battendo l'Estudiantes (LP) in una doppia sfida ricordata per la prestazione altamente aggressiva e scorretta dei giocatori argentini, che vide lo stesso Prati uscire per infortunio. Lasciò il Milan al termine della stagione 1972-1973, dopo avere messo in bacheca altre due Coppe Italia e la seconda Coppa delle Coppe. In rossonero collezionò complessivamente 209 partite, segnando 102 gol.

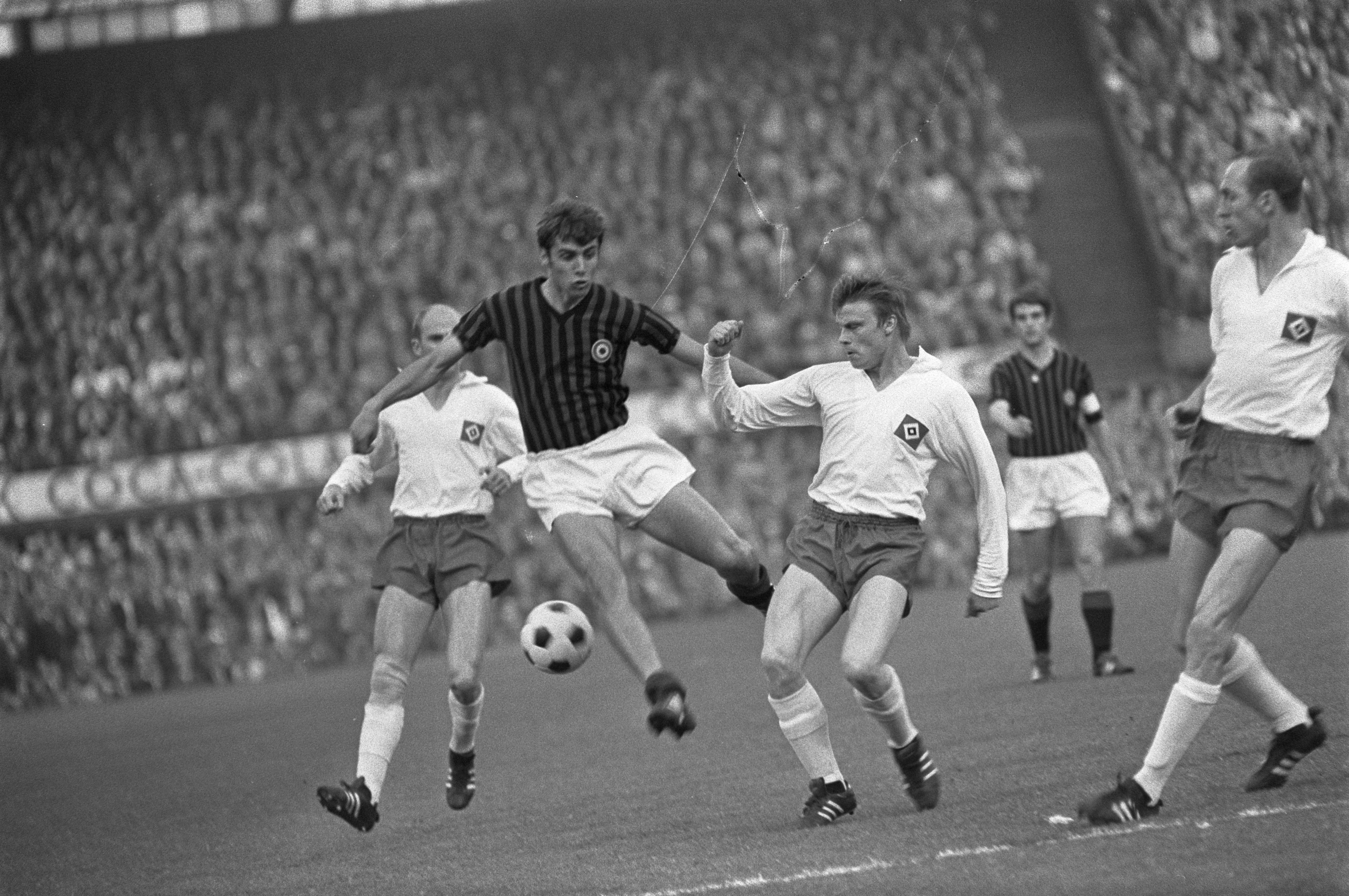
Prati in azione al Milan, contro l', durante la finale di Coppa delle Coppe 1967-1968 a Rotterdam

Alle prese con frequenti problemi di pubalgia nell'ultimo biennio a Milano, per questo motivo perse la fiducia del presidente rossonero Albino Buticchi che, nonostante l'opposizione del tecnico Nereo Rocco, lo mise sul mercato: a 27 anni, nell'estate 1973 venne ceduto alla Roma per 650 milioni di lire. In maglia giallorossa visse una «seconda giovinezza» sottorete, in particolare nella seconda stagione in cui tornò ai fasti del periodo milanista; durante l'esperienza romana giocò anche l'ultima gara in nazionale, imboccando successivamente, e stavolta definitivamente, «un rapido e incomprensibile declino» quantomeno ad alti livelli, dettato anche da ricadute fisiche.
Nell'ottobre 1977 approdò in una Fiorentina in crisi, nelle cui file Prati, poco più che trentenne, cercava l'ennesimo rilancio della carriera. L'esperienza toscana si rivelò tuttavia magra di soddisfazioni raggranellando solo una manciata di presenze, le sue ultime in massima serie. Nella stagione 1978-1979 ripartì quindi dal Savona, nel frattempo scivolato in Serie C2. Tra i semiprofessionisti l'attaccante ritrovò parzialmente l'antica vena realizzativa; militò in maglia biancoblù per un triennio, inframezzato da una breve parentesi negli Stati Uniti coi Rochester Lancers, chiudendo con l'agonismo al termine del campionato 1980-1981.

#### Nazionale

Prati stringe la mano al presidente della Repubblica Saragat, sotto lo sguardo di Rivera, Riva e Anastasi, dopo la vittoria dell' al

Il 6 aprile 1968 esordì con la maglia dell'Italia contro la Bulgaria, nella gara di andata dei quarti di finale del campionato d'Europa 1968: il suo gol portò il punteggio sul 3-2 per i bulgari; al ritorno segnò ancora e gli azzurri prevalsero 2-0, qualificandosi alla semifinale. Giocò la finale in coppia con l'esordiente Pietro Anastasi, mentre nella vittoriosa ripetizione fu sostituito da Gigi Riva.
Fu inoltre convocato per il campionato del mondo 1970, concluso al secondo posto, ma non scese in campo durante la competizione. Giocò la sua ultima gara in maglia azzurra il 28 settembre 1974, in occasione dell'amichevole persa a Zagabria contro la Jugoslavia, lasciando la nazionale con un bottino di 14 presenze e 7 reti.

### Allenatore
La carriera di allenatore di Prati iniziò nel 1983-1984, quando il 5 febbraio 1984 venne chiamato sulla panchina del Lecco, portandolo alla salvezza in campionato.
Successivamente, Prati allenò la Solbiatese nella stagione 1988-1989, portando i nerazzurri alla promozione in Serie C2, dopo aver vinto lo spareggio contro la Pro Lissone. Nel campionato 1989-1990 guida, sempre in Interregionale, il Bellinzago con cui sfiorò la promozione in C2 chiudendo l'annata al terzo posto, a due lunghezze dal Saronno vincitore del torneo.
Nella stagione successiva passò alla guida della Pro Patria, ma le cose non funzionarono. Dopo una serie di risultati negativi, con exploit vanificati da clamorosi tonfi nelle gare interne, Prati decise di dimettersi all'indomani di una doppia sconfitta interna contro Corsico e Seregno, entrambe 1-0; complici anche i rapporti non proprio idilliaci che si erano creati con lo spogliatoio, il tecnico rassegnò le dimissioni al termine della 20ª giornata.

## Statistiche

### Presenze e reti nei club
| Stagione        | Squadra           | Campionato      | Campionato | Campionato | Coppe nazionali | Coppe nazionali | Coppe nazionali | Coppe continentali | Coppe continentali | Coppe continentali | Altre coppe | Altre coppe | Altre coppe | Totale | Totale |
| Stagione        | Squadra           | Comp            | Pres       | Reti       | Comp            | Pres            | Reti            | Comp               | Pres               | Reti               | Comp        | Pres        | Reti        | Pres   | Reti   |
| --------------- | ----------------- | --------------- | ---------- | ---------- | --------------- | --------------- | --------------- | ------------------ | ------------------ | ------------------ | ----------- | ----------- | ----------- | ------ | ------ |
| 1965-1966       | Salernitana       | C               | 19         | 10         | -               | -               | -               | -                  | -                  | -                  | -           | -           | -           | 19     | 10     |
| ago.-ott. 1966  | Milan             | A               | 2          | 0          | CI              | 0               | 0               | -                  | -                  | -                  | CM          | 0           | 0           | 2      | 0      |
| 1966-1967       | Savona            | B               | 29         | 15         | CI              | 0               | 0               | -                  | -                  | -                  | -           | -           | -           | 29     | 15     |
| 1967-1968       | Milan             | A               | 23         | 15         | CI              | 7               | 3               | CdC                | 8                  | 4                  | -           | -           | -           | 38     | 22     |
| 1968-1969       | Milan             | A               | 30         | 14         | CI              | 3               | 1               | CC                 | 7                  | 6                  | -           | -           | -           | 40     | 21     |
| 1969-1970       | Milan             | A               | 21         | 12         | CI              | 3               | 3               | CC                 | 4                  | 2                  | CInt        | 2           | 0           | 30     | 17     |
| 1970-1971       | Milan             | A               | 29         | 19         | CI              | 10              | 3               | -                  | -                  | -                  | -           | -           | -           | 39     | 22     |
| 1971-1972       | Milan             | A               | 21         | 6          | CI              | 11              | 4               | CU                 | 7                  | 2                  | -           | -           | -           | 39     | 12     |
| 1972-1973       | Milan             | A               | 17         | 6          | CI              | 0               | 0               | CdC                | 4                  | 2                  | -           | -           | -           | 21     | 8      |
| Totale Milan    | Totale Milan      | Totale Milan    | 143        | 72         |                 | 34              | 14              |                    | 30                 | 16                 |             | 2           | 0           | 209    | 102    |
| 1973-1974       | Roma              | A               | 23         | 8          | CI              | 3               | 0               | -                  | -                  | -                  | -           | -           | -           | 26     | 8      |
| 1974-1975       | Roma              | A               | 29         | 14         | CI              | 10              | 8               | -                  | -                  | -                  | -           | -           | -           | 39     | 22     |
| 1975-1976       | Roma              | A               | 10         | 2          | CI              | 3               | 3               | CU                 | 4                  | 0                  | -           | -           | -           | 17     | 5      |
| 1976-1977       | Roma              | A               | 20         | 4          | CI              | 2               | 1               | -                  | -                  | -                  | -           | -           | -           | 22     | 5      |
| ago.-ott. 1977  | Roma              | A               | 0          | 0          | CI              | 4               | 1               | -                  | -                  | -                  | -           | -           | -           | 4      | 1      |
| Totale Roma     | Totale Roma       | Totale Roma     | 82         | 28         |                 | 22              | 13              |                    | 4                  | 0                  |             | -           | -           | 108    | 41     |
| ott. 1977-1978  | Fiorentina        | A               | 8          | 0          | CI              | 0               | 0               | CU                 | 0                  | 0                  | -           | -           | -           | 8      | 0      |
| 1978-1979       | Savona            | C2              | 25         | 10         | CI-S            | ?               | ?               | -                  | -                  | -                  | -           | -           | -           | 25+    | 10+    |
| 1979            | Rochester Lancers | NASL            | 6          | 3          | USOC            | ?               | ?               | -                  | -                  | -                  | -           | -           | -           | 6+     | 3+     |
| 1979-1980       | Savona            | C2              | 27         | 12         | CI-S            | ?               | ?               | -                  | -                  | -                  | -           | -           | -           | 27+    | 12+    |
| 1980-1981       | Savona            | C2              | 27         | 12         | CI-S            | ?               | ?               | -                  | -                  | -                  | -           | -           | -           | 27+    | 12+    |
| Totale Savona   | Totale Savona     | Totale Savona   | 108        | 49         |                 | ?               | ?               |                    | -                  | -                  |             | -           | -           | 108+   | 49+    |
| Totale carriera | Totale carriera   | Totale carriera | 378        | 162        |                 | 56+             | 27+             |                    | 34                 | 16                 |             | 2           | 0           | 460+   | 205+   |

### Cronologia presenze e reti in nazionale
| Cronologia completa delle presenze e delle reti in nazionale ― Italia | Cronologia completa delle presenze e delle reti in nazionale ― Italia | Cronologia completa delle presenze e delle reti in nazionale ― Italia | Cronologia completa delle presenze e delle reti in nazionale ― Italia | Cronologia completa delle presenze e delle reti in nazionale ― Italia | Cronologia completa delle presenze e delle reti in nazionale ― Italia | Cronologia completa delle presenze e delle reti in nazionale ― Italia | Cronologia completa delle presenze e delle reti in nazionale ― Italia |
| Data                                                                  | Città                                                                 | In casa                                                               | Risultato                                                             | Ospiti                                                                | Competizione                                                          | Reti                                                                  | Note                                                                  |
| --------------------------------------------------------------------- | --------------------------------------------------------------------- | --------------------------------------------------------------------- | --------------------------------------------------------------------- | --------------------------------------------------------------------- | --------------------------------------------------------------------- | --------------------------------------------------------------------- | --------------------------------------------------------------------- |
| 6-4-1968                                                              | Sofia                                                                 | Bulgaria                                                              | 3 – 2                                                                 | Italia                                                                | Qual. Euro 1968                                                       | 1                                                                     |                                                                       |
| 20-4-1968                                                             | Napoli                                                                | Italia                                                                | 2 – 0                                                                 | Bulgaria                                                              | Qual. Euro 1968                                                       | 1                                                                     |                                                                       |
| 5-6-1968                                                              | Napoli                                                                | Italia                                                                | 0 – 0 dts                                                             | Unione Sovietica                                                      | Euro 1968 - Semifinale                                                | -                                                                     |                                                                       |
| 8-6-1968                                                              | Roma                                                                  | Italia                                                                | 1 – 1 dts                                                             | Jugoslavia                                                            | Euro 1968 - Finale                                                    | -                                                                     |                                                                       |
| 5-1-1969                                                              | Città del Messico                                                     | Messico                                                               | 1 – 1                                                                 | Italia                                                                | Amichevole                                                            | -                                                                     |                                                                       |
| 29-3-1969                                                             | Berlino Est                                                           | Germania Est                                                          | 2 – 2                                                                 | Italia                                                                | Qual. Mondiali 1970                                                   | -                                                                     |                                                                       |
| 8-12-1970                                                             | Firenze                                                               | Italia                                                                | 3 – 0                                                                 | Irlanda                                                               | Qual. Euro 1972                                                       | 1                                                                     |                                                                       |
| 20-2-1971                                                             | Cagliari                                                              | Italia                                                                | 1 – 2                                                                 | Spagna                                                                | Amichevole                                                            | -                                                                     |                                                                       |
| 10-5-1971                                                             | Dublino                                                               | Irlanda                                                               | 1 – 2                                                                 | Italia                                                                | Qual. Euro 1972                                                       | 1                                                                     |                                                                       |
| 9-6-1971                                                              | Stoccolma                                                             | Svezia                                                                | 0 – 0                                                                 | Italia                                                                | Qual. Euro 1972                                                       | -                                                                     |                                                                       |
| 20-11-1971                                                            | Roma                                                                  | Italia                                                                | 2 – 2                                                                 | Austria                                                               | Qual. Euro 1972                                                       | 1                                                                     |                                                                       |
| 17-6-1972                                                             | Bucarest                                                              | Romania                                                               | 3 – 3                                                                 | Italia                                                                | Amichevole                                                            | 2                                                                     |                                                                       |
| 21-6-1972                                                             | Sofia                                                                 | Bulgaria                                                              | 1 – 1                                                                 | Italia                                                                | Amichevole                                                            | -                                                                     |                                                                       |
| 28-9-1974                                                             | Zagabria                                                              | Jugoslavia                                                            | 1 – 0                                                                 | Italia                                                                | Amichevole                                                            | -                                                                     |                                                                       |
| Totale                                                                |                                                                       | Presenze                                                              | 14                                                                    |                                                                       | Reti (49º posto)                                                      | 7                                                                     |                                                                       |

## Palmarès

### Giocatore

#### Club

##### Competizioni nazionali
- Campionato italiano Serie C: 1

Salernitana: 1965-1966 (girone C)
- Campionato italiano: 1

Milan: 1967-1968
- Coppa Italia: 2

Milan: 1971-1972, 1972-1973

##### Competizioni internazionali
- Coppa delle Coppe: 2

Milan: 1967-1968, 1972-1973
- Coppa dei Campioni: 1

Milan: 1968-1969
- Coppa Intercontinentale: 1

Milan: 1969

#### Nazionale
- Campionato d'Europa: 1

Italia 1968

#### Individuale
- Capocannoniere della Serie A: 1

1967-1968 (15 reti)

### Allenatore
- Campionato Interregionale: 1

Solbiatese: 1988-1989 (girone B)